# Idaea ochrata
Espèce
Idaea ochrata, l'Acidalie ocreuse, est une espèce de lépidoptères (papillons) de la famille des Geometridae, de la sous-famille des Sterrhinae.